# Bottnaryd
Bottnaryd is een plaats in de gemeente Jönköping in het landschap Småland en de provincie Jönköpings län in Zweden. De plaats heeft 723 inwoners (2005) en een oppervlakte van 84 hectare.

## Verkeer en vervoer
Bij de plaats lopen de Riksväg 40 en Länsväg 185. Ongeveer 4 kilometer ten oosten van de plaats ligt ook de Riksväg 26.